# Sylwia Matysik
Sylwia Matysik (Wolsztyn, 20 mei 1997) is een voetbalspeelster uit Polen. Ze speelt als middenvelder voor Bayer 04 Leverkusen in de Bundesliga.

## Clubcarrière
Sylwia Matysik begon met voetballen bij Orkan Chorzemin. Via Grom Wolsztyn kwam ze in de jeugdopleiding van Medyk Konin terecht. Vanaf het seizoen 2013/14 maakte ze deel uit van Konin's ploeg in Ekstraliga. Ze werd met Medyk Konin kampioen in 2013, 2014 en 2015. In 2015 stapte Matysik over naar KS AZS Wróclaw. Twee jaar later verruilde ze deze club voor Górnik Łęczna met wie ze van 2018 tot 2020 driemaal kampioen en tweemaal bekerwinnaar werd. Matysik kwam met Medyk Konin en Górnik Łęcznaook meermaals uit in de Champions League.
In de zomer van 2020 tekende Matysik een tweejarig contract bij Bayer 04 Leverkusen. Op 6 september 2020 maakte Matysik haar debuut in de Bundesliga in een 2-1 uitoverwinning op SC Freiburg.

## Statistieken
| Seizoen | Club                | Competitie | Competitie | Competitie | Beker | Beker | Overig | Overig | Totaal | Totaal |
| Seizoen | Club                | Competitie | Wed.       | Dlp.       | Wed.  | Dlp.  | Wed.   | Dlp.   | Wed.   | Dlp.   |
| ------- | ------------------- | ---------- | ---------- | ---------- | ----- | ----- | ------ | ------ | ------ | ------ |
| 2020/21 | Bayer 04 Leverkusen | Bundesliga | 13         | 0          | 0     | 0     | 0      | 0      | 13     | 0      |
| 2021/22 | Bayer 04 Leverkusen | Bundesliga | 15         | 0          | 3     | 0     | 0      | 0      | 18     | 0      |
| 2022/23 | Bayer 04 Leverkusen | Bundesliga | 13         | 0          | 1     | 0     | 0      | 0      | 14     | 0      |
| 2023/24 | Bayer 04 Leverkusen | Bundesliga | 17         | 0          | 2     | 0     | 0      | 0      | 19     | 0      |
| Totaal  | Totaal              | Totaal     | 58         | 0          | 6     | 0     | 0      | 0      | 64     | 0      |

Bijgewerkt t/m 27 april 2024.

## Interlandcarrière
Sylwia Matysik won met Polen onder 17 het EK 2013 door de leeftijdsgenoten van Zweden met 1-0 te verslaan. Vervolgens speelde Matysik voor Polen onder 19.
Op 14 januari 2015 maakte Matysik haar debuut voor het seniorenteam van Polen in een 1-3 nederlaag in een vriendschappelijke wedstrijd tegen IJsland.
1 Voll ·
2 Ostermeier ·
3 Friedrich ·
4 Bragstad ·
5 Levels ·
6 Piljić ·
7 Kramer ·
8 Bartz ·
9 Kehrer ·
10 Hansen ·
11 Kögel ·
12 Mickenhagen ·
13 Haim ·
14 Bragstad ·
16 Zdebel ·
17 Jorde ·
18 Vilhjálmsdóttir ·
19 Bender ·
20 Gonzalez ·
21 Marin ·
23 Bodoy ·
24 Turányi ·
27 Repohl ·
28 Menglu ·
27 Daedelow ·
34 Moll ·
56 Vidal ·
Coach: Pätzold